# Johann II. von Heideck

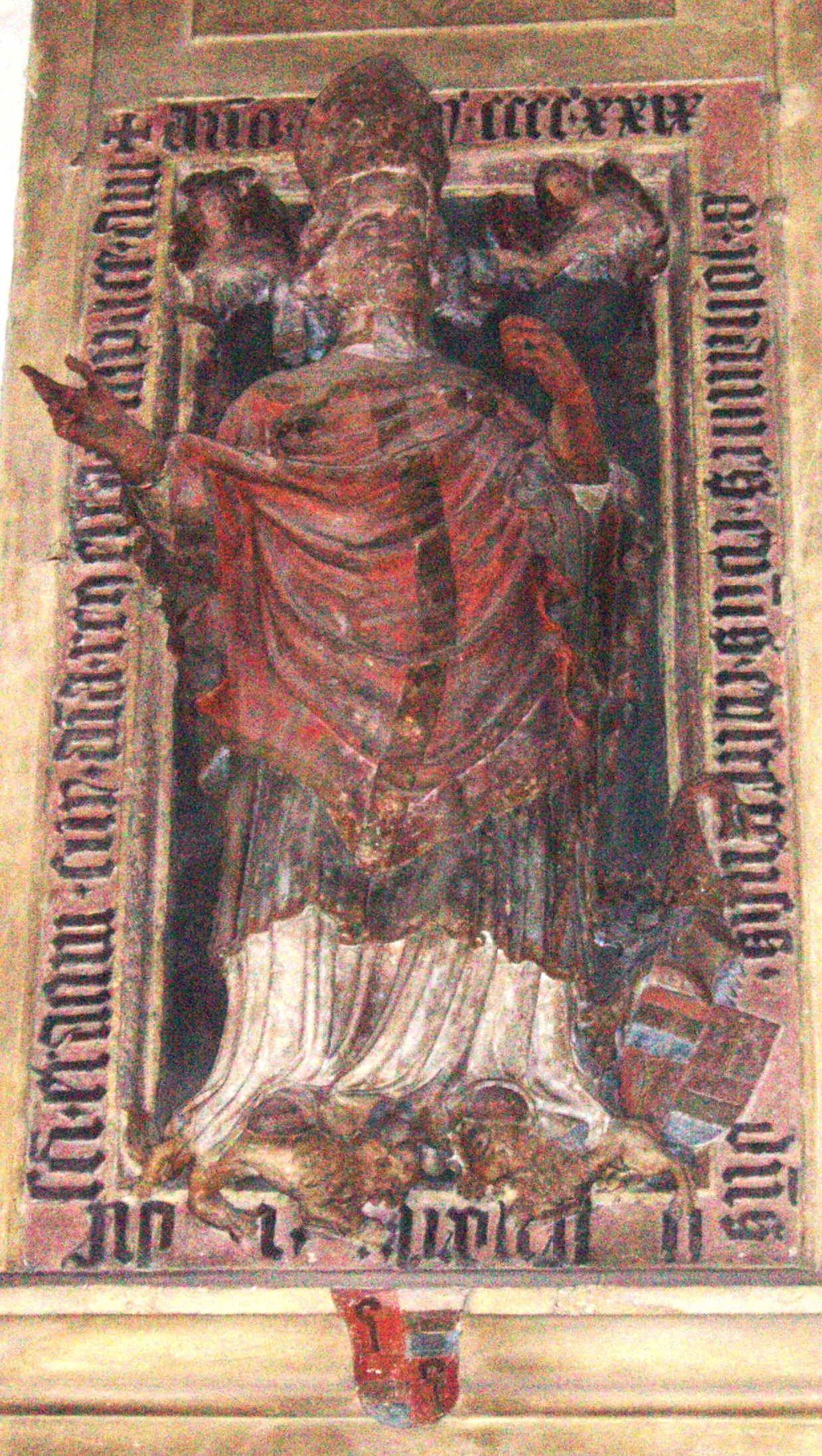
Grabdenkmal im Dom

Johann II. von Heideck († 3. Juni 1429 auf der Willibaldsburg in Eichstätt) war Fürstbischof von Eichstätt von 1415 bis 1429.

## Herkunft
Johann II. von Heideck stammte aus dem schwäbisch-fränkischen Dynastengeschlecht derer von Heideck. Namensgebender Ort ist Heideck, heute eine Stadt im mittelfränkischen Landkreis Roth. Er war der Sohn von Friedrich I. von Heideck und Adelheit, einer geborenen Gräfin von Henneberg-Aschach.

## Leben
Johann II. trat zunächst ab 1383 als Domherr von Würzburg in Erscheinung, später gehörte er dem Bamberger Domkapitel an und war ab 1390 Dompropst. Im Sommer 1422 war er als Fürstbischof Teilnehmer am Reichstag in Nürnberg, wo das Vorgehen gegen die Hussiten beraten wurde. Im Bayerischen Krieg verhandelte er wegen einer Waffenruhe, um sich auf die Bekämpfung der Hussiten konzentrieren zu können. Er war zuvor Gegner Ludwigs VII. Seine Innenpolitik war geprägt von Sparsamkeit, das Hochstift wurde schuldenfrei und frei von Verpfändungen. Er wurde im Willibaldschor des Eichstätter Domes neben Hildebrand von Möhren begraben.

## Wappen
Das fürstbischöfliche Wappen ist üblicherweise geviert. Im Wechsel zeigt der Schild das Wappen des Bistums Eichstätt in Form eines Krummstabes und das Familienwappen der von Heideck waagrecht geteilt in Rot, Silber und Blau.